# Medalla del jubileo de diamante de la reina Isabel II
La Medalla del jubileo de diamante de la reina Isabel II es una medalla conmemorativa creada en 2012 para celebrar el sexagésimo aniversario del ascenso de Isabel II al trono del Reino Unido y la Mancomunidad de Naciones. Existen tres versiones de la misma: una entregada por el Reino Unido, otra por Canadá y otra por los reinos del Caribe: Antigua y Barbuda, las Bahamas, Barbados, Granada, Jamaica, San Cristóbal y Nieves, Santa Lucía y San Vicente y las Granadinas. Las distintas versiones de la medalla fueron otorgadas a cientos de miles de beneficiarios alrededor de la Mancomunidad en el año del jubileo.